# L'Homme aux trois masques

L'Homme aux trois masques  est un film muet français réalisé par Émile Keppens, sorti en 1920.
Il s'agis d'un serial en 12 épisodes qui conte les aventures d'un jeune ingénieur, condamné par erreur, et de sa quête de vengeance.

## Synopsis
Condamné à la place de la vraie coupable d'un meurtre, Suzanne Morant, le jeune et dynamique ingénieur Julien Marsac se retrouve au bagne. Mais il s'évade et n'a plus dès lors qu'un objectif, se venger.

## Liste des épisodes
- I : Les briseurs d'ailes – avec Gina Manès
- II : Le calvaire de Pascaline –  avec Charles Casella
- III : L'innocent –  avec André Marnay
- IV : Les remords de Fergus –  avec Mario Nasthasio
- V : Je me vengerai –  avec Evelyne Janney
- VI : La fille du forçat – avec Armand Dutertre
- VII : Le marquis de Santa-Fiore –  avec Malou Vasseur
- VIII : Le mendiant mystérieux –  avec Jane Dolys
- IX : La lutte à mort –  avec André Marnay
- X : L'horrible complot –  avec Pierre Bordery
- XI : Jean-Claude et Jeannine – avec Gina Manès
- XII : Le justicier – avec Jacqueline Arly

## Fiche technique
- Titre : L'Homme aux trois masques
- Réalisation : Émile Keppens
- Scénario : Arthur Bernède
- Photographie : Marcel Eywinger
- Société de production : Société des Cinéromans
- Société de distribution : Union-Éclair-Location
- Dates de sortie :
  - France : 22 avril 1921

## Distribution
- André Marnay : Julien Marsac
- Gina Manès : Suzanne Morant
- Charles Casella : Morant
- Jeanne Dolys : Madame Morant
- Elmire Vautier : Pascaline
- Armand Dutertre : le professeur Morizot
- Ellen Hélia : la Souris blanche
- Évelyne Janney : Madame de Grisolles
- Rex Stocken : Robert de Grisolles
- Cauvin-Vassal : Fergus
- Mario Nasthasio : Albert Lavoix
- Malou Vasseur : le petite Marsac
- Renée Mercorelli : la petite Muguette
- Pierre Bordery : Albert Lavoix enfant
- Jacqueline Arly